# 25 Ans de Chansons
25 Ans de Chansons est un grand spectacle de Chantal Goya présenté en janvier 2001 au Grand Rex à Paris.

## Première Partie
1. Chante, la vie est belle
2. Allons chanter avec Mickey
3. Un lapin
4. Quatre petits lapins roses
5. Bouba, le petit ourson
6. Pandi-Panda
7. Snoopy
8. C'est Guignol !
9. Les trois joyeux Pieds Nickelés
10. Mais en attendant Maître Renard
11. Le soulier qui vole
12. Loup-Loup

## Deuxième Partie
1. La planète merveilleuse
2. Fantôme
3. Voulez-vous danser Grand-Mère ?
4. La poupée
5. L'alphabet en chantant
6. Piou-Piou, petit poussin
7. Monsieur le Chat Botté
8. Crocodile Croque-Monsieur
9. Le mystérieux voyage
10. Bécassine
11. Polichinelle
12. Adieu les jolis foulards

## À noter
Il s'agit d'un retour au grand spectacle pour Chantal Goya, présenté avec la féérie des eaux du Grand Rex. La chanteuse fête ses 25 ans de chansons ; huit ans plus tard, elle fêtera ses 30 ans de carrière, amputée de toute la partie yéyé et cinéma qui semble donc n'avoir jamais existé.